# Alabama State Route 46
Alabama State Route 46 ist ein in Ost-West-Richtung verlaufender Highway im US-Bundesstaat Alabama.
Der Highway beginnt am U.S. Highway 78 in Heflin und endet an der Grenze zu Georgia östlich von Ranburne und wird zur Georgia State Route 166. Einige Meilen hinter Heflin trifft die Straße auf die Interstate 20. Die zweispurige State Route dient als Verbindung zwischen Heflin und Orten im Westen von Georgia wie zum Beispiel Bowdon und Carrollton.
Von 1926 bis 1934 trug die Straße die Bezeichnung U.S. Highway 78S und die heutige US 78 wurde als U.S. Highway 78N bezeichnet.